# Ministério da Ecologia (França)

A agência tem a sua sede na Tour Pascal, no centro da foto.

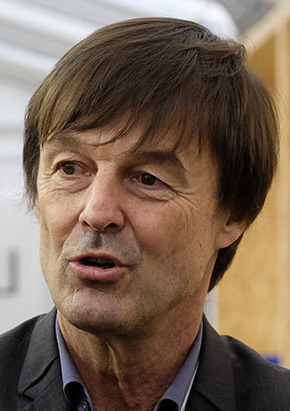
Em 2017, quando Nicolas Hulot aceitou para se tornar ministro do meio ambiente, na França, deu o nome de seu gabinete, Ministério Ecológica e Solidária de Transição.

O Ministério Ecológica e Solidária de Transição (em francês: Ministère de la Transição écologique et solidaire) é uma agência do Governo da França, centrado em um membro do gabinete que é muitas vezes referido como o "Ministro da Ecologia". Desde Maio de 2017, a posição é ocupada por Nicolas Hulot. O ministério está sediada em La Grande Arche de La Défense e também, em Tour Sequoia, em Puteaux/ La Défense, perto de Paris. Há também um Delegado Ministro dos Transportes, de Mar e de Pesca (Ministre délégué aux Transportes, à la Mer et à la Pêche) localizado no mesmo lugar.
De 1974 a 1977, a posição foi renomeado Ministro da Qualidade de Vida; em 1978, este tornou-se Ministro do Ambiente e Modo de Vida. O nome de 2007 a 2016, em destaque a expressão desenvolvimento sustentável, em parte devido à influência de os Verdes e os pro-movimento ambiental na política francesa, ao longo da última década.
Uma Carta do meio Ambiente foi incluído na Constituição francesa , em 2004.
Este Ministério é responsável pela Política Ambiental  Estadual (Preservação da Biodiversidade, o Clima, Protocolo de Quioto, Aplicação, Controle Ambiental das indústrias, etc.), De transporte (aéreo, rodoviário, ferroviário e do mar do regulamento de departamentos), o Mar, e a Política de Habitação. O Ministério distribui os fundos para a Investigação dos Órgãos ou Conselhos.

## Agências subordinadas
- Bureau d'Enquêtes et d'Analyses pour la Sécurité de l'Aviation Civile (BEA)[4]
- Direcção-Geral da Aviação Civil (DGAC)[5]

### Política Francesa de Habitação
O Departamento de Habitação foi criado após a Segunda Guerra Mundial, para compensar a destruição de habitações durante a Liberação.
Em 2009, o Ministro da Habitação e da Cidade (o título completo é Ministro Territorial, Igualdade e Habitação) informou ao Ministério da Ecologia, do Desenvolvimento Sustentável, Transportes e Habitação. Esta posição se tornou o Ministro da Habitação. Em 2012, o ministro foi Cécile Duflot (com o título Ministre de l'Egalité des Territoires et du Logement).
Em Maio de 2012, o Ayrault governo estabeleceu o Ministro da Habitação e ordenamento do território Igualdade (França), gerido pelo ecologista Cécile Duflot e Francisco Lamy.

## Antigos nomes
Anteriormente, era chamado de o Ministério da Ecologia, Energia, Desenvolvimento Sustentável e do Mar (Ministère de l'Écologie, de l'Énergie, du Développement durable et de la Mer, MEEDDM). Ele também foi chamado para o Ministério da Ecologia, Energia, Desenvolvimento Sustentável e do ordenamento do território (Ministère de l'Écologie, de l'Énergie, du Développement durable et de l'Aménagement du territoire, MEEDDAT). Ele também, uma vez operado como o Ministério da Ecologia, do Desenvolvimento Sustentável e do ordenamento do território (Ministère de l'Écologie, du Développement et de l'Aménagement de bens duráveis, MEDADE). Outra ocasião, o Ministério da Ecologia e do Desenvolvimento Sustentável (Ministère de l'écologie et du développement durable). Ele também tinha sido o Ministério do ordenamento do território e Ambiente (Ministère de l'Aménagement du Territoire et de l'Environnement).